# 하트시그널
《하트시그널》은 대한민국의 채널A에 방송한 예능 텔레비전 프로그램이다.

## 기획 의도
시그널 하우스에 입주하게 된 청춘 남녀들이 서로 '썸' 을 타고, 연예인 예측단이 이들의 심리를 추리하는 리얼리티 프로그램이다.

## 방송 일정
| 방송 채널 | 시즌 | 방송 기간                         | 부작                 | 비고 |
| --------- | ---- | --------------------------------- | -------------------- | ---- |
| 채널A     | 1    | 2017년 6월 2일 ~ 2017년 9월 1일   | 13 부작              |      |
| 채널A     | 2    | 2018년 3월 16일 ~ 2018년 6월 15일 | 13 부작 + 스페셜 1회 |      |
| 채널A     | 3    | 2020년 3월 25일 ~ 2020년 7월 8일  | 15 부작 + 스페셜 1회 |      |
| 채널A     | 4    | 2023년 5월 17일 ~ 2023년 8월 25일 | 15 부작              |      |

## 출연

### 예측단
- 이상민 (시즌 1 ~ 4)
- 김이나 (시즌 1 ~ 4)
- 양재웅 (시즌 1 ~ 3)
- 윤종신 (시즌 1 ~ 2, 시즌 4)
- 신동 (시즌 1)
- 심소영 (시즌1)
- 소유 (시즌 2)
- 원 (시즌 2)
- 윤시윤 (시즌 3)
- 한혜진 (시즌 3)
- 피오 (시즌 3)
- 김총기 (시즌 4)
- 강승윤 (시즌 4, 군입대로 하차)
- 미미 (시즌 4)
- 김진우 (시즌 4, 강승윤 하차 후 합류)

### 입주자

#### 시즌1
| 이름   | 성별 | 출생 연도 | 비고 |
| ------ | ---- | --------- | ---- |
| 강성욱 | 남   | 1985년생  |      |
| 장천   | 남   | 1985년생  |      |
| 서주원 | 남   | 1994년생  |      |
| 윤현찬 | 남   | 1985년생  | 메기 |
| 배윤경 | 여   | 1993년생  |      |
| 김세린 | 여   | 1993년생  |      |
| 서지혜 | 여   | 1996년생  |      |
| 신아라 | 여   | 1995년생  | 메기 |

#### 시즌2
| 이름   | 성별 | 출생 연도 | 비고           |
| ------ | ---- | --------- | -------------- |
| 김도균 | 남   | 1988년생  |                |
| 정재호 | 남   | 1990년생  |                |
| 이규빈 | 남   | 1993년생  |                |
| 김현우 | 남   | 1985년생  | 3회 합류(메기) |
| 오영주 | 여   | 1991년생  |                |
| 송다은 | 여   | 1991년생  |                |
| 임현주 | 여   | 1992년생  |                |
| 김장미 | 여   | 1989년생  | 6회 합류(메기) |

#### 시즌3
| 이름   | 성별 | 출생 연도 | 닉네임 (비밀 SNS 계정) | 거주지        | 비고           |
| ------ | ---- | --------- | ---------------------- | ------------- | -------------- |
| 천인우 | 남   | 1989년생  | @북극곰                | 서울 마포구   |                |
| 정의동 | 남   | 1992년생  | @범고래                | 경기 하남시   |                |
| 임한결 | 남   | 1989년생  | @사슴                  | 서울 성동구   |                |
| 김강열 | 남   | 1994년생  | @사자                  |               | 5회 합류(메기) |
| 이가흔 | 여   | 1996년생  | @고양이                | 서울 광진구   |                |
| 박지현 | 여   | 1996년생  | @병아리                | 서울 서초구   |                |
| 서민재 | 여   | 1993년생  | @토끼                  | 서울 영등포구 |                |
| 천안나 | 여   | 1994년생  | @강아지                | 서울 강서구   | 8회 합류(메기) |

#### 시즌 4
| 이름   | 성별 | 출생 연도 | 비고           |
| ------ | ---- | --------- | -------------- |
| 한겨레 | 남   | 1990년생  |                |
| 신민규 | 남   | 1993년생  |                |
| 유지원 | 남   | 1996년생  |                |
| 이후신 | 남   | 1993년생  | 3회 합류(메기) |
| 이주미 | 여   | 1994년생  |                |
| 김지영 | 여   | 1995년생  |                |
| 김지민 | 여   | 2000년생  |                |
| 유이수 | 여   | 1998년생  | 6회 합류(메기) |

## 에피소드 목록

### 시즌2
| 회차 | 방송일          | 부제                               | 러브라인 결과           | 러브라인 결과           | 비고 |
| 회차 | 방송일          | 부제                               | 남자                    | 여자                    | 비고 |
| ---- | --------------- | ---------------------------------- | ----------------------- | ----------------------- | ---- |
| 1    | 2018년 3월 16일 | 여섯 명의 입주자                   | 김도균 → 임현주         | 오영주 → 이규빈         |      |
| 1    | 2018년 3월 16일 | 여섯 명의 입주자                   | 정재호 → 임현주         | 임현주 → 이규빈         |      |
| 1    | 2018년 3월 16일 | 여섯 명의 입주자                   | 이규빈 → 임현주         | 송다은 → 정재호         |      |
| 2    | 3월 23일        | 비밀 방의 주인                     | 김도균 → 송다은         | 오영주 → 김도균         |      |
| 2    | 3월 23일        | 비밀 방의 주인                     | 정재호 → 송다은         | 임현주 → 김도균         |      |
| 2    | 3월 23일        | 비밀 방의 주인                     | 이규빈 → 오영주         | 송다은 → 김도균         |      |
| 2    | 3월 23일        | 비밀 방의 주인                     | 김현우 → 송다은         | 송다은 → 김도균         |      |
| 3    | 3월 30일        | 크리스마스 선물                    | 김도균 → 임현주         | 오영주 → 김현우         |      |
| 3    | 3월 30일        | 크리스마스 선물                    | 정재호 → 송다은         | 임현주 → 김도균         |      |
| 3    | 3월 30일        | 크리스마스 선물                    | 이규빈 → 임현주         | 송다은 → 김도균         |      |
| 3    | 3월 30일        | 크리스마스 선물                    | 김현우                  | 송다은 → 김도균         |      |
| 4    | 4월 6일         | 크리스마스 데이트                  | 김도균 → 임현주         | 오영주 → 이규빈         |      |
| 4    | 4월 6일         | 크리스마스 데이트                  | 정재호 → 송다은         | 임현주 → 김현우         |      |
| 4    | 4월 6일         | 크리스마스 데이트                  | 이규빈 → 오영주         | 송다은 → 정재호         |      |
| 4    | 4월 6일         | 크리스마스 데이트                  | 김현우 → 임현주         | 송다은 → 정재호         |      |
| 5    | 4월 13일        | 두개의 심장                        | 김도균 → 임현주         | 오영주 → 김현우         |      |
| 5    | 4월 13일        | 두개의 심장                        | 정재호 → 송다은         | 임현주 → 김현우         |      |
| 5    | 4월 13일        | 두개의 심장                        | 이규빈 → 오영주         | 송다은 → 정재호         |      |
| 5    | 4월 13일        | 두개의 심장                        | 김현우 → 임현주         | 송다은 → 정재호         |      |
| 6    | 4월 20일        | 마지막 입주자                      | 김도균 → 임현주         | 오영주 → 김현우         |      |
| 6    | 4월 20일        | 마지막 입주자                      | 정재호 → 송다은         | 임현주 → 김현우         |      |
| 6    | 4월 20일        | 마지막 입주자                      | 이규빈 → 오영주         | 송다은 → 정재호         |      |
| 6    | 4월 20일        | 마지막 입주자                      | 김현우 → 오영주         | 김장미 → 정재호         |      |
| 7    | 5월 4일         | 틈                                 | 김도균 → 임현주         | 오영주 → 김현우         |      |
| 7    | 5월 4일         | 틈                                 | 정재호 → 송다은         | 임현주 → 김도균         |      |
| 7    | 5월 4일         | 틈                                 | 이규빈 → 오영주         | 송다은 → 정재호         |      |
| 7    | 5월 4일         | 틈                                 | 김현우 → 오영주         | 김장미 → 김도균         |      |
| 8    | 5월 11일        | 나를 알아주는 사람                 | 김도균 → 김장미         | 오영주 → 김현우         |      |
| 8    | 5월 11일        | 나를 알아주는 사람                 | 정재호 → 송다은         | 임현주 → 김도균         |      |
| 8    | 5월 11일        | 나를 알아주는 사람                 | 이규빈 → 오영주         | 송다은 → 정재호         |      |
| 8    | 5월 11일        | 나를 알아주는 사람                 | 김현우 → 오영주         | 김장미 → 김도균         |      |
| 9    | 5월 18일        | 비밀 데이트                        | 김도균 → 임현주         | 오영주 → 김현우         |      |
| 9    | 5월 18일        | 비밀 데이트                        | 정재호 → 송다은         | 임현주 → 김도균         |      |
| 9    | 5월 18일        | 비밀 데이트                        | 이규빈 → 오영주         | 송다은 → 김현우         |      |
| 9    | 5월 18일        | 비밀 데이트                        | 김현우 → 오영주         | 김장미 → 김도균         |      |
| 10   | 5월 25일        | 더블 데이트                        | 김도균 → 임현주         | 오영주 → 김현우         |      |
| 10   | 5월 25일        | 더블 데이트                        | 정재호 → 송다은         | 임현주 → 김도균         |      |
| 10   | 5월 25일        | 더블 데이트                        | 이규빈 → 오영주         | 송다은 → 정재호         |      |
| 10   | 5월 25일        | 더블 데이트                        | 김현우 → 오영주         | 김장미 → 김도균         |      |
| 11   | 6월 1일         | 마지막 데이트                      | 김도균 → 임현주, 김장미 | 김도균 → 임현주, 김장미 |      |
| 11   | 6월 1일         | 마지막 데이트                      | 정재호 → 송다은, 임현주 |                         |      |
| 11   | 6월 1일         | 마지막 데이트                      | 이규빈 → 오영주, 임현주 |                         |      |
| 11   | 6월 1일         | 마지막 데이트                      | 김현우 → 오영주, 임현주 |                         |      |
| 12   | 6월 8일         | 마지막 데이트.. 우리들의 겨울 여행 | 김도균 → 김장미         | 오영주 → 이규빈         |      |
| 12   | 6월 8일         | 마지막 데이트.. 우리들의 겨울 여행 | 정재호 → 송다은         | 임현주 → 김현우         |      |
| 12   | 6월 8일         | 마지막 데이트.. 우리들의 겨울 여행 | 이규빈 → 오영주         | 송다은 → 정재호         |      |
| 12   | 6월 8일         | 마지막 데이트.. 우리들의 겨울 여행 | 김현우 → 임현주         | 김장미 → 김도균         |      |
| 13   | 6월 15일        | 하트시그널.. 심장이 보내는 신호    | 빈칸                    | 빈칸                    |      |

### 시즌3
| 회차 | 방송일          | 부제                 | 실제 촬영일                     | 러브라인 결과            | 러브라인 결과            | 비고 |
| 회차 | 방송일          | 부제                 | 실제 촬영일                     | 남자                     | 여자                     | 비고 |
| ---- | --------------- | -------------------- | ------------------------------- | ------------------------ | ------------------------ | ---- |
| 1    | 2020년 3월 25일 | 메리 징글 크리스마스 | 2019년 12월 25일                | 천인우 → 박지현          | 박지현 → 천인우          |      |
| 1    | 2020년 3월 25일 | 메리 징글 크리스마스 | 2019년 12월 25일                | 정의동 → 박지현          | 서민재 → 임한결          |      |
| 1    | 2020년 3월 25일 | 메리 징글 크리스마스 | 2019년 12월 25일                | 임한결 → 이가흔          | 이가흔 → 천인우          |      |
| 2    | 2020년 4월 1일  | 직업 공개            | 빈칸                            | 천인우 → 박지현          | 박지현 → 천인우          |      |
| 2    | 2020년 4월 1일  | 직업 공개            | 빈칸                            | 정의동 → 서민재          | 이가흔 → 천인우          |      |
| 2    | 2020년 4월 1일  | 직업 공개            | 빈칸                            | 임한결 → 박지현          | 서민재 → 임한결          |      |
| 3    | 2020년 4월 8일  | 한 겨울의 코스모스   | 빈칸                            | 천인우 → 박지현          | 박지현 → 천인우          |      |
| 3    | 2020년 4월 8일  | 한 겨울의 코스모스   | 빈칸                            | 정의동 → 박지현          | 이가흔 → 임한결          |      |
| 3    | 2020년 4월 8일  | 한 겨울의 코스모스   | 빈칸                            | 임한결 → 박지현          | 서민재 → 정의동          |      |
| 4    | 2020년 4월 22일 | 우리들의 데이트      | 빈칸                            | 천인우 → 이가흔          | 박지현 → 임한결          |      |
| 4    | 2020년 4월 22일 | 우리들의 데이트      | 빈칸                            | 정의동 → 서민재          | 이가흔 → 천인우          |      |
| 4    | 2020년 4월 22일 | 우리들의 데이트      | 빈칸                            | 임한결 → 박지현          | 서민재 → 정의동          |      |
| 5    | 2020년 4월 29일 | 안녕, 첫사랑         | 빈칸                            | 천인우 → 이가흔          | 박지현 → 정의동          |      |
| 5    | 2020년 4월 29일 | 안녕, 첫사랑         | 빈칸                            | 정의동 → 박지현          | 이가흔 → 천인우          |      |
| 5    | 2020년 4월 29일 | 안녕, 첫사랑         | 빈칸                            | 임한결 → 박지현          | 서민재 → 임한결          |      |
| 6    | 2020년 5월 6일  | 사자님의 입주        | 2019년 12월 31일 2020년 1월 1일 | 천인우 → 이가흔          | 박지현 → 천인우          |      |
| 6    | 2020년 5월 6일  | 사자님의 입주        | 2019년 12월 31일 2020년 1월 1일 | 정의동 → 박지현          | 이가흔 → 천인우          |      |
| 6    | 2020년 5월 6일  | 사자님의 입주        | 2019년 12월 31일 2020년 1월 1일 | 임한결 → 박지현          | 서민재 → 임한결          |      |
| 6    | 2020년 5월 6일  | 사자님의 입주        | 2019년 12월 31일 2020년 1월 1일 | 김강열 → 박지현          | 서민재 → 임한결          |      |
| 7    | 2020년 5월 13일 | 사자 효과            | 빈칸                            | 천인우 → 박지현          | 박지현 → 김강열          |      |
| 7    | 2020년 5월 13일 | 사자 효과            | 빈칸                            | 정의동 → 서민재          | 이가흔 → 정의동          |      |
| 7    | 2020년 5월 13일 | 사자 효과            | 빈칸                            | 임한결 → 서민재          | 서민재 → 임한결          |      |
| 7    | 2020년 5월 13일 | 사자 효과            | 빈칸                            | 김강열 → 박지현          | 서민재 → 임한결          |      |
| 8    | 2020년 5월 20일 | 안녕? '강아지'님     | 빈칸                            | 박지현 → 천인우 · 김강열 | 박지현 → 천인우 · 김강열 |      |
| 8    | 2020년 5월 20일 | 안녕? '강아지'님     | 빈칸                            | 이가흔 → 천인우 · 임한결 |                          |      |
| 8    | 2020년 5월 20일 | 안녕? '강아지'님     | 빈칸                            | 서민재 → 임한결 · 천인우 |                          |      |
| 8    | 2020년 5월 20일 | 안녕? '강아지'님     | 빈칸                            | 천안나 → 김강열 · 정의동 |                          |      |
| 9    | 2020년 5월 27일 | 여자들의 인생        | 빈칸                            | 천인우 → 박지현          | 박지현 → 김강열          |      |
| 9    | 2020년 5월 27일 | 여자들의 인생        | 빈칸                            | 임한결 → 서민재          | 이가흔 → 임한결          |      |
| 9    | 2020년 5월 27일 | 여자들의 인생        | 빈칸                            | 정의동 → 천안나          | 서민재 → 천인우          |      |
| 9    | 2020년 5월 27일 | 여자들의 인생        | 빈칸                            | 김강열 → 박지현          | 천안나 → 정의동          |      |
| 10   | 2020년 6월 3일  | 숨겨진 감정들        | 빈칸                            | 천인우 → 박지현          | 박지현 → 김강열          |      |
| 10   | 2020년 6월 3일  | 숨겨진 감정들        | 빈칸                            | 임한결 → 서민재          | 이가흔 → 임한결          |      |
| 10   | 2020년 6월 3일  | 숨겨진 감정들        | 빈칸                            | 정의동 → 천안나          | 서민재 → 천인우          |      |
| 10   | 2020년 6월 3일  | 숨겨진 감정들        | 빈칸                            | 김강열 → 박지현          | 천안나 → 정의동          |      |
| 11   | 2020년 6월 10일 | 비밀 데이트          | 빈칸                            | 천인우 → 박지현          | 박지현 → 김강열          |      |
| 11   | 2020년 6월 10일 | 비밀 데이트          | 빈칸                            | 임한결 → 서민재          | 이가흔 → 임한결          |      |
| 11   | 2020년 6월 10일 | 비밀 데이트          | 빈칸                            | 정의동 → 천안나          | 서민재 → 임한결          |      |
| 11   | 2020년 6월 10일 | 비밀 데이트          | 빈칸                            | 김강열 → 박지현          | 천안나 → 정의동          |      |
| 12   | 2020년 6월 17일 | 바람이 분다          | 빈칸                            | 천인우 → 박지현          | 박지현 → 천인우          |      |
| 12   | 2020년 6월 17일 | 바람이 분다          | 빈칸                            | 임한결 → 서민재          | 이가흔 → 임한결          |      |
| 12   | 2020년 6월 17일 | 바람이 분다          | 빈칸                            | 정의동 → 천안나          | 서민재 → 임한결          |      |
| 12   | 2020년 6월 17일 | 바람이 분다          | 빈칸                            | 김강열 → 박지현          | 천안나 → 김강열          |      |
| 13   | 2020년 6월 24일 | 제주, 폭풍이 오기 전 | 빈칸                            | 천인우 → 박지현          | 박지현 → 김강열          |      |
| 13   | 2020년 6월 24일 | 제주, 폭풍이 오기 전 | 빈칸                            | 임한결 → 서민재          | 이가흔 → 천인우          |      |
| 13   | 2020년 6월 24일 | 제주, 폭풍이 오기 전 | 빈칸                            | 정의동 → 천안나          | 서민재 → 임한결          |      |
| 13   | 2020년 6월 24일 | 제주, 폭풍이 오기 전 | 빈칸                            | 김강열 → 박지현          | 천안나 → 김강열          |      |
| 14   | 2020년 7월 1일  | 후회하고 싶지 않아   | 빈칸                            | 천인우 → 이가흔          | 박지현 → 김강열          |      |
| 14   | 2020년 7월 1일  | 후회하고 싶지 않아   | 빈칸                            | 임한결 → 서민재          | 이가흔 → 천인우          |      |
| 14   | 2020년 7월 1일  | 후회하고 싶지 않아   | 빈칸                            | 정의동 → 천안나          | 서민재 → 임한결          |      |
| 14   | 2020년 7월 1일  | 후회하고 싶지 않아   | 빈칸                            | 김강열 → 박지현          | 천안나 → 김강열          |      |
| 15   | 2020년 7월 8일  | 마지막 선택          | 빈칸                            | 천인우 → 박지현          | 박지현 → 김강열          |      |
| 15   | 2020년 7월 8일  | 마지막 선택          | 빈칸                            | 임한결 → 서민재          | 이가흔 → 천인우          |      |
| 15   | 2020년 7월 8일  | 마지막 선택          | 빈칸                            | 정의동 → 천안나          | 서민재 → 임한결          |      |
| 15   | 2020년 7월 8일  | 마지막 선택          | 빈칸                            | 김강열 → 박지현          | 천안나 → 김강열          |      |

## 시청률
최저 시청률과 최고 시청률은 시청률 조사회사와 지역별로 시청률에 차이가 있을 수 있습니다.

### 시즌 1 (2017년)
| 회차  | 방송일          | AGB 시청률 (전국) | TNmS 시청률 (전국) |
| ----- | --------------- | ----------------- | ------------------ |
| 1 회  | 2017년 6월 2일  | 0.7%              | 0.5%               |
| 2 회  | 2017년 6월 9일  | 0.5%              | 0.3%               |
| 3 회  | 2017년 6월 16일 | 0.6%              | 0.2%               |
| 4 회  | 2017년 6월 23일 | 1.0%              | 0.6%               |
| 5 회  | 2017년 6월 30일 | 0.6%              | 0.6%               |
| 6 회  | 2017년 7월 7일  | 1.1%              | 0.6%               |
| 7 회  | 2017년 7월 21일 | 0.9%              | 0.7%               |
| 8 회  | 2017년 7월 28일 | 1.1%              | 1.3%               |
| 9 회  | 2017년 8월 4일  | 1.3%              | 1.3%               |
| 10 회 | 2017년 8월 11일 | 1.4%              | 1.3%               |
| 11 회 | 2017년 8월 18일 | 1.4%              | 1.0%               |
| 12 회 | 2017년 8월 25일 | 2.0%              | 1.7%               |
| 13 회 | 2017년 9월 1일  | 1.7%              | 1.6%               |

### 시즌 2 (2018년)
| 회차   | 방송일          | AGB 시청률 (전국) | TNmS 시청률 (전국) |
| ------ | --------------- | ----------------- | ------------------ |
| 1회    | 2018년 3월 16일 | 0.6%              | 0.6%               |
| 2회    | 2018년 3월 23일 | 0.8%              | 0.8%               |
| 3회    | 2018년 3월 30일 | 0.7%              | 1.0%               |
| 4회    | 2018년 4월 6일  | 1.3%              | 1.3%               |
| 5회    | 2018년 4월 13일 | 1.3%              | 1.5%               |
| 6회    | 2018년 4월 20일 | 1.8%              | 1.8%               |
| 7회    | 2018년 5월 4일  | 2.3%              | 2.3%               |
| 8회    | 2018년 5월 11일 | 2.2%              | 2.3%               |
| 9회    | 2018년 5월 18일 | 2.0%              | 2.9%               |
| 10회   | 2018년 5월 25일 | 2.7%              | 2.6%               |
| 11회   | 2018년 6월 1일  | 2.5%              | 3.3%               |
| 12회   | 2018년 6월 8일  | 2.3%              | 2.5%               |
| 13회   | 2018년 6월 15일 | 2.7%              | 2.9%               |
| 스페셜 | 2018년 6월 29일 | 2.0%              | 2.2%               |
| 스페셜 | 2018년 6월 29일 | 2.2%              | 2.4%               |

### 시즌 3 (2020년)
| 회차 | 방송일          | AGB 시청률 (전국) |
| ---- | --------------- | ----------------- |
| 1회  | 2020년 3월 25일 | 1.215%            |
| 2회  | 2020년 4월 1일  | 1.399%            |
| 3회  | 2020년 4월 8일  | 1.586%            |
| 4회  | 2020년 4월 22일 | 1.471             |
| 5회  | 2020년 4월 29일 | 1.563             |
| 6회  | 2020년 5월 6일  | 1.705             |
| 7회  | 2020년 5월 13일 | 1.749             |
| 8회  | 2020년 5월 20일 | 1.886             |
| 9회  | 2020년 5월 27일 | 1.906             |
| 10회 | 2020년 6월 3일  | 1.729             |
| 11회 | 2020년 6월 10일 | 1.567             |
| 12회 | 2020년 6월 17일 | 1.947             |
| 13회 | 2020년 6월 24일 | 2.043             |
| 14회 | 2020년 7월 1일  | 2.230             |
| 15회 | 2020년 7월 8일  | 2.407             |

### 시즌 4 (2023년)
| 회차 | 방송일          | AGB 시청률 (전국) |
| ---- | --------------- | ----------------- |
| 1회  | 2023년 5월 17일 | 0.5%              |
| 2회  | 2023년 5월 24일 | 0.7%              |
| 3회  | 2023년 6월 2일  | 1.2%              |
| 4회  | 2023년 6월 9일  | 1.2%              |
| 5회  | 2023년 6월 16일 | 1.4%              |
| 6회  | 2023년 6월 23일 | 1.6%              |
| 7회  | 2023년 6월 30일 | 1.6%              |
| 8회  | 2023년 7월 7일  | 1.6%              |
| 9회  | 2023년 7월 14일 | 1.7%              |
| 10회 | 2023년 7월 21일 | 1.9%              |
| 11회 | 2023년 7월 28일 | 1.8%              |
| 12회 | 2023년 8월 4일  | 1.9%              |
| 13회 | 2023년 8월 11일 | 1.9%              |
| 14회 | 2023년 8월 18일 | 2.2%              |
| 15회 | 2023년 8월 25일 | 2.3%              |

## 시그널 하우스
- 시즌 2 : 서울특별시 종로구 평창동
- 시즌 3 : 서울특별시 성북구 성북동
  - 제주특별자치도 (13~14회)
- 시즌 4 : 서울특별시 은평구 연서로50길 10, 너나들이센터

## 같이 보기
- 프렌즈 - 시즌 멤버
- 썸
- 연애